# SAVIOR OF SONG
「SAVIOR OF SONG」（セイバー・オブ・ソング）は、ナノ feat.MY FIRST STORYの楽曲。ナノが作詞、MY FIRST STORYが作曲を手掛けた。3枚目のシングルとして2013年10月30日にFlyingDogから発売された。

## 音楽性
本曲は、テレビアニメ『蒼き鋼のアルペジオ -アルス・ノヴァ-』のオープニングテーマに起用された。同作の世界観が反映されたとげとげしくかっこいいエモーショナルな曲で、歌詞は『アルス・ノヴァ』の世界観にナノ自身のエピソードを織り交ぜて制作された。ちなみにその際は「刃」、「慈しみ」のようなとがったフレーズを散りばめたという。
本作はMY FIRST STORYがフィーチャリングゲストとして参加しているが、ナノとMY FIRST STORYのボーカルであるHiroの声質が似ているためハモりの部分で誰が歌っているか分からなくなったという。また、Hiroが参加することを念頭に置いて制作されたため、当初は互いの曲のイメージや歌い方などに不安があったが実際にはナノとHiroの声質が似通っていたためスムーズに行えたという。
PVの撮影は2013年7月に海上自衛隊横須賀地方総監部にて早朝から行われた。ナノとHiroの艦上での撮影から始まり、その後ヘリポート付近にあるきりしまの前でのロケに移行した。PVには女子高生（夏緒）と外国人の子供が登場するドラマパートも盛り込まれている。

## シングルリリース
2013年10月30日にFlyingDogから発売された。ナノのシングルとしては前作「No pain, No game」から1年ぶりのリリースとなる。
販売形態はナノver.（VTCL-35165）・蒼き鋼のアルペジオver.（VTCL-35166）・MY FIRST STORYver.（VTCL-35167）の3種リリースで、各形態ともカップリングが異なっている。ジャケットは、ナノver.がコートを被って顔を隠したナノの横顔、蒼き鋼のアルペジオver.が同アニメの主人公である千早群像とイオナの横顔イラストが、MY FIRST STORYver.にはナノとMY FIRST STORYのボーカルであるHiroの横顔が写っている。
MY FIRST STORY Ver.の2曲目「START OVER（feat.MY FIRST STORY）」は、ナノ自身の育ったアメリカのロック的な感じの洋楽ロックで、歌詞も英語詞によっている。制作はまずMY FIRST STORYが作曲や歌詞の大まかな内容を提示した後、最終的に歌詞のテーマに相応しい英語が採用された。
ナノ Ver.の2曲目「Our Story」は、2013年3月16日に新木場STUDIO COAST1stライブ「Remember your color.」で披露された曲。当初は楽曲の内容がライブ向きであるためCD化には複雑な思いがあったという。
蒼き鋼のアルペジオver.の2曲目「Silver Sky」は、同アニメの挿入歌に起用された。タイトルは海中での海面の色を反映して付けられた。

## シングル収録内容

### ナノver.
| 全作詞: ナノ、全編曲: WEST GROUND。 |                                           |           |                |      |
| #                                   | タイトル                                  | 作詞      | 作曲           | 時間 |
| 1.                                  | 「SAVIOR OF SONG（feat.MY FIRST STORY）」 | ナノ      | MY FIRST STORY | 4:10 |
| 2.                                  | 「Our Story」                             | ナノ      | 北村武         | 8:00 |
| 3.                                  | 「SAVIOR OF SONG（Instrumental）」        | ナノ      |                | 4:10 |
| 4.                                  | 「Our Story（Instrumental）」             | ナノ      |                | 7:55 |
| 合計時間:                           | 合計時間:                                 | 合計時間: | 24:15          |      |

### 蒼き鋼のアルペジオver.
| 全作詞: ナノ、全編曲: WEST GROUND。 |                                           |           |                |      |
| #                                   | タイトル                                  | 作詞      | 作曲           | 時間 |
| 1.                                  | 「SAVIOR OF SONG（feat.MY FIRST STORY）」 | ナノ      | MY FIRST STORY | 4:10 |
| 2.                                  | 「Silver Sky」                            | ナノ      | 甲田雅人       | 5:39 |
| 3.                                  | 「SAVIOR OF SONG（Instrumental）」        | ナノ      |                | 4:10 |
| 4.                                  | 「Silver Sky（Instrumental）」            | ナノ      |                | 5:34 |
| 合計時間:                           | 合計時間:                                 | 合計時間: | 19:33          |      |

### MY FIRST STORYver.
| 全作曲: MY FIRST STORY。 |                                           |                      |                |                |      |
| #                        | タイトル                                  | 作詞                 | 作曲・編曲     | 編曲           | 時間 |
| 1.                       | 「SAVIOR OF SONG（feat.MY FIRST STORY）」 | ナノ                 | MY FIRST STORY | WEST GROUND    | 4:09 |
| 2.                       | 「START OVER（feat.MY FIRST STORY）」     | ナノ、MY FIRST STORY | MY FIRST STORY | MY FIRST STORY | 3:51 |
| 3.                       | 「SAVIOR OF SONG（Instrumental ver.）」   |                      | MY FIRST STORY |                | 4:09 |
| 4.                       | 「START OVER（Instrumental ver.）」       |                      | MY FIRST STORY |                | 3:46 |
| 合計時間:                | 合計時間:                                 | 合計時間:            | 合計時間:      | 15:55          |      |

## 演奏
- ナノ：Vocal
- Hiro (MY FIRST STORY)：Guest Vocal
- 城石真臣：Guitar
- Kei Nakamura：Bass
- 高橋宏貴 (ELLEGARDEN、Scars Borough)：Drums
- 吉川"Lee"理：Piano
- 門脇大輔：Strings
- 伊藤直樹, Powerless：Programming

## チャート
| チャート（2013年）                | 最高位 |
| --------------------------------- | ------ |
| オリコン                          | 10     |
| Billboard JAPAN Hot 100           | 25     |
| Billboard JAPAN Hot Animation     | 4      |
| Billboard JAPAN Hot Singles Sales | 11     |
| アニカン レコチョク着うたフル     | 23     |
| アニカン アニメロ着うたフル       | 10     |

## カバー
- RAISE A SUILEN［レイヤ（Raychell）、チュチュ(紡木吏佐)］×友希那（相羽あいな） - 2020年12月30日にゲーム『バンドリ! ガールズバンドパーティ!』に追加収録[13]。2021年2月24日発売のアルバム『バンドリ！ ガールズバンドパーティ！ カバーコレクション Vol.5』でCD初収録[14]。